# Templerkapelle (Mücheln)

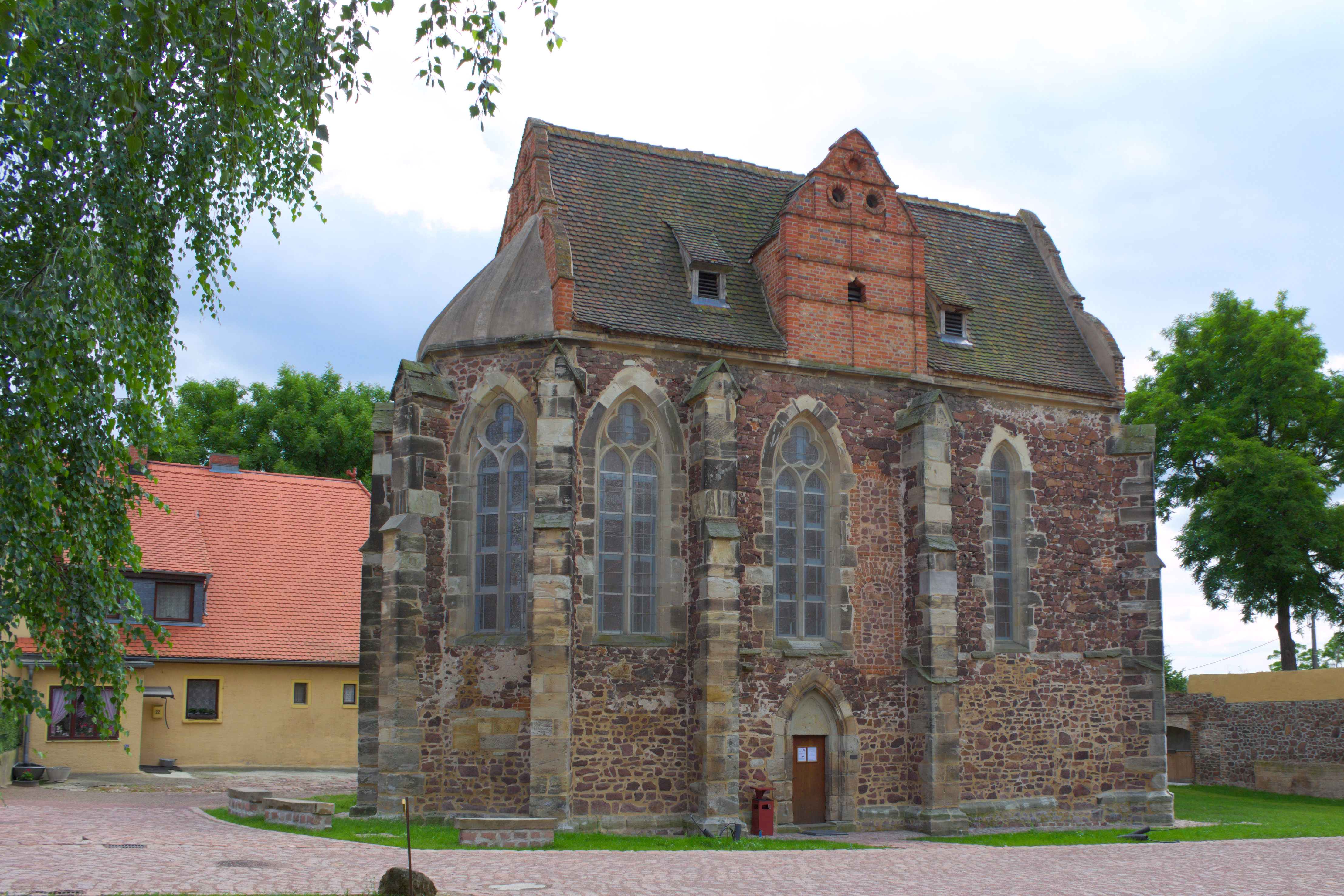
Templerkapelle in Mücheln, 2014

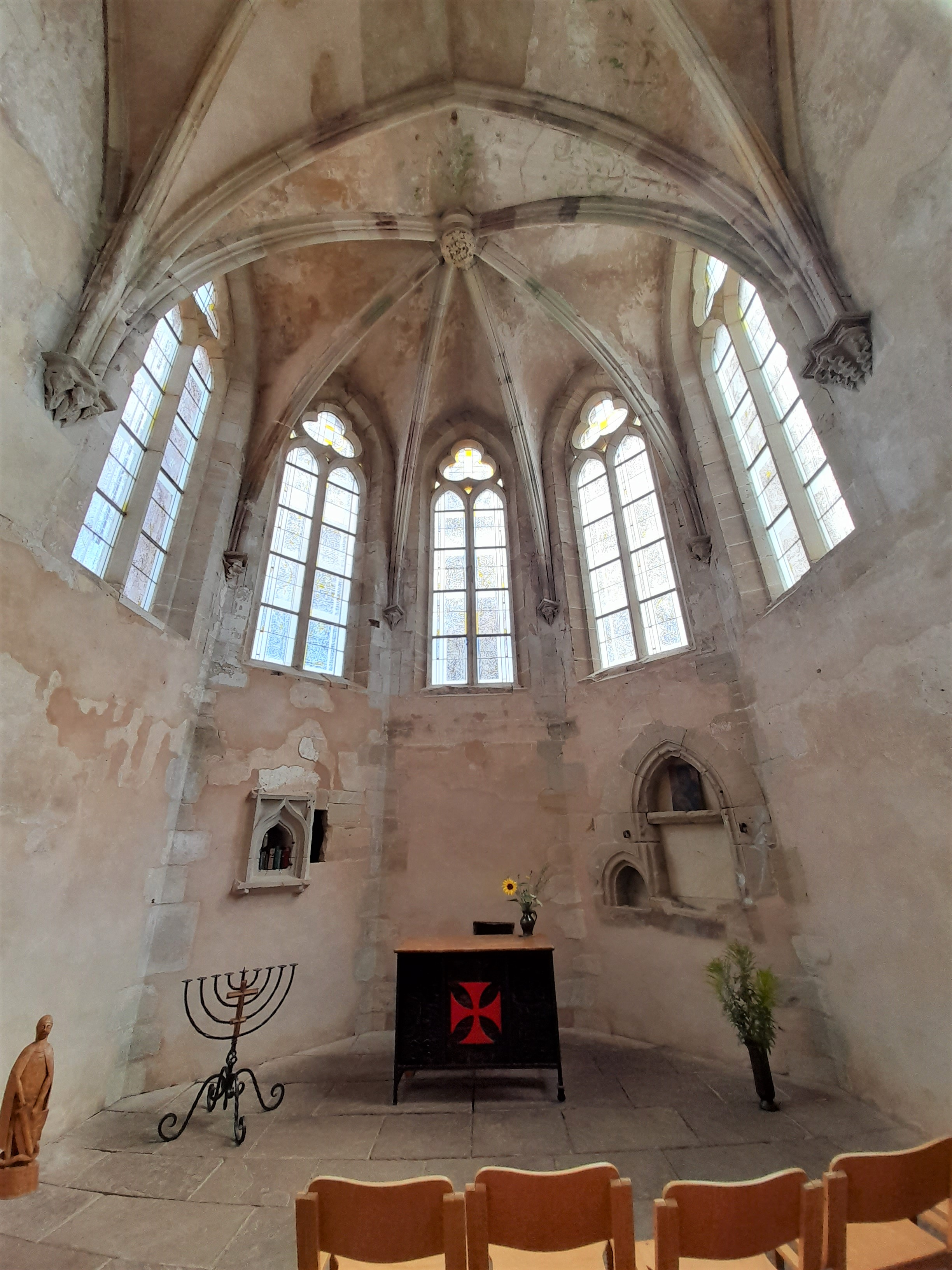
Ostchor der Kapelle

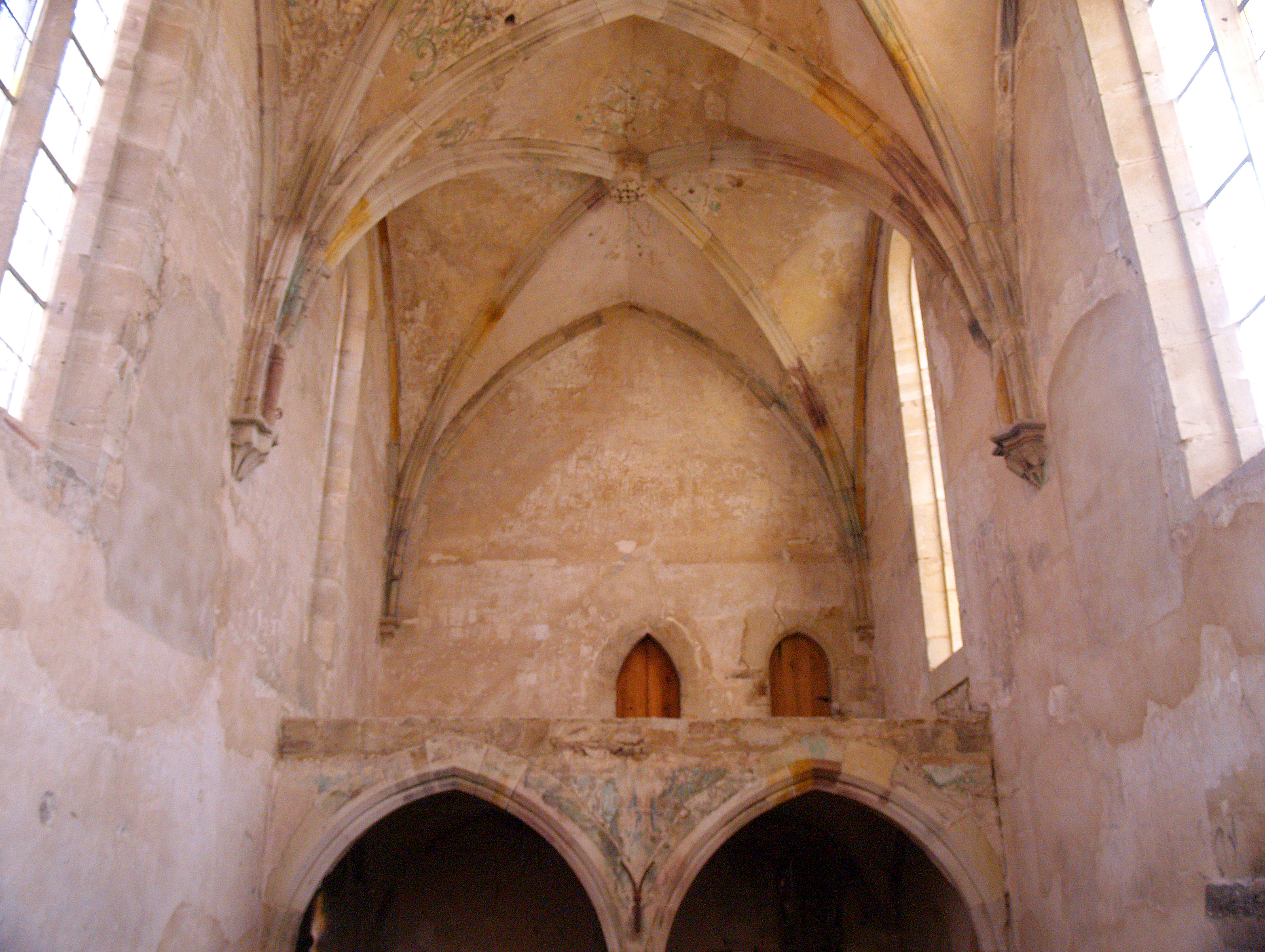
Westfassade des Kirchenschiffes

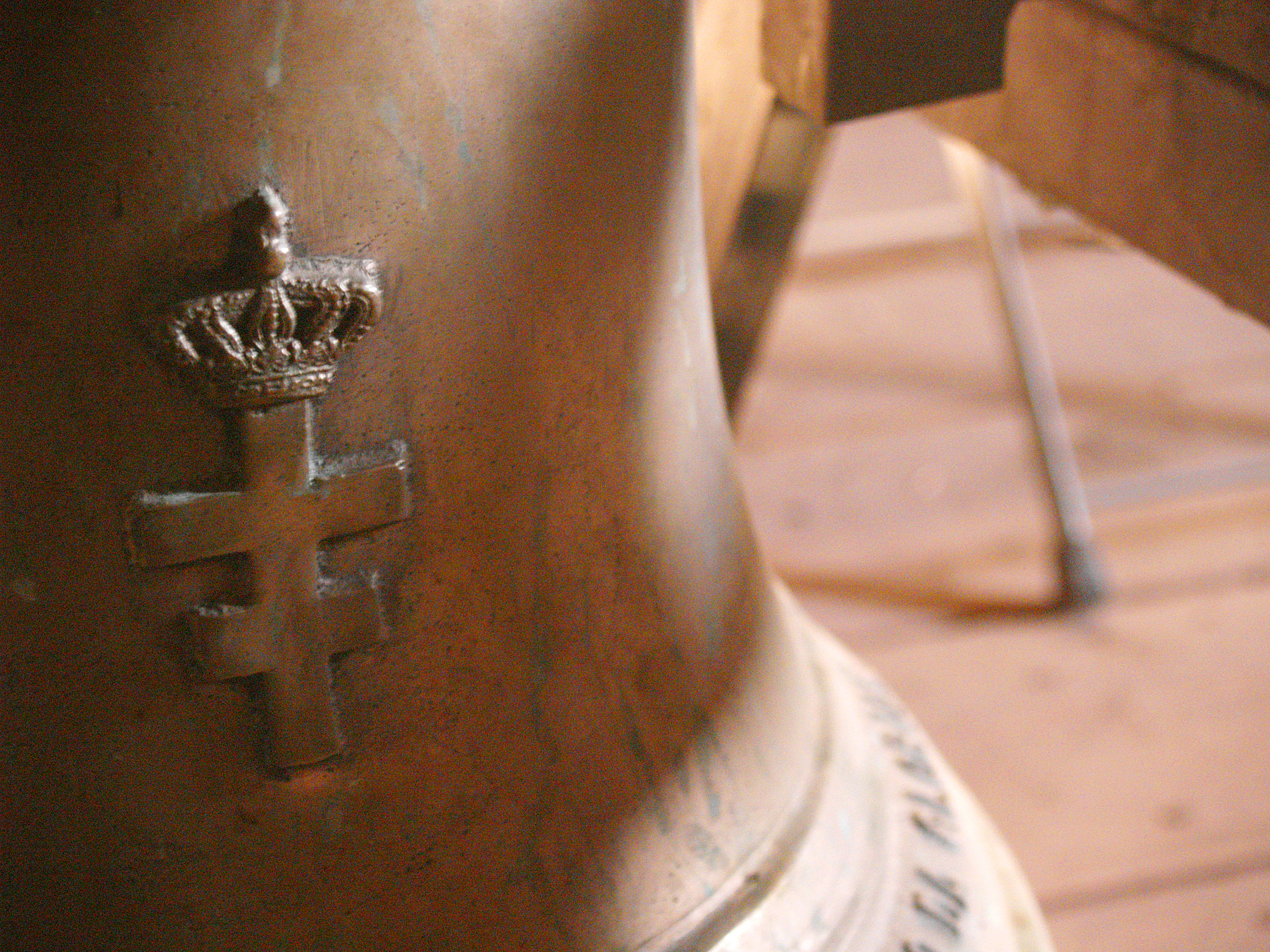
Glocke mit Symbol der Templer (Dachboden)

Die Templerkapelle „Unser Lieben Frauen“ in Mücheln, einem Ortsteil der Stadt Wettin-Löbejün im Saalekreis, ist eine in der zweiten Hälfte des 13. Jahrhunderts errichtete gotische Kapelle des Templerordens. Sie ist heute eines der wenigen noch existierenden baulichen Zeugnisse der Templer in Deutschland.

## Geschichte
1269 schenkten die Grafen von Brehna-Wettin dem Templerorden das Patronatsrecht der Petrikirche in Wettin. Der Hof in Mücheln wurde erstmals 1270 allerdings nur erwähnt, als in einer Erzbischöflich-Magdeburgischen Urkunde der Komtur Gero des Ordenshofes in Mücheln als Zeuge benannt wird. Mit der Nennung des Komturs ist natürlich auch die Existenz der Templerkommende Mücheln belegt. Die Grafen von Brehna waren dem Templerorden sehr verbunden, Graf Dietrich II. wurde sogar Tempelritter.
Erzbischof Burchard III. von Magdeburg gab als Landesfürst im Mai 1308 unmittelbar nach seiner Weihe durch Papst Clemens V. im Jahre 1307 den Befehl, alle im Erzbistum gelegenen Kommenden des Templerordens aufzuheben und die dort lebenden Templer mit ihren Meistern gefangen zu nehmen. Die Tempelritter leisteten erbitterten Widerstand und viele entzogen sich der Verhaftung. Zu dieser Zeit befanden sich im Erzbistum Magdeburg vier Kommenden. Auf dem Konzil von Vienne 1312 wurde der Templerorden dann endgültig formell aufgehoben. Im Heiligen Römischen Reich durften sie aber als Mönche weiterleben. Im Erzbistum Magdeburg wurde ein Teil von ihnen in den Johanniterorden aufgenommen, andere wurden Privatleute. Burkhard III. fertigte eine Vollmacht für den Johanniterorden zur Übernahme der Güter der Templer für seine Diözese aus, worin er aufforderte, „[...] taugliche und ehrbare Persönlichkeiten, die ehemals den Templern angehört hatten, zum Dienst und Nutzen des Ordens [...] aufzunehmen und zuzulassen.“
Ob der Müchelner Hof tatsächlich in den Besitz der Johanniter gelangte, ist nicht belegt. Nach Aufhebung der Kommende fand der Hof als Priorat des Mitte des 13. Jahrhunderts gegründeten Ordens der regulierten Chorherren der heiligen Märtyrer von der Buße Erwähnung.
Wider Erwarten ist es der späteren, jahrhundertelangen profanen Nutzung der Kapelle (unter anderem als Speicher und Scheune) zu verdanken, dass sie in ihrer ursprünglichen Architektur erhalten blieb. Nachdem die Stadt Wettin Eigentümerin von Gut Mücheln wurde, sind zögerlich Sicherungsmaßnahmen an der Templerkapelle in den Jahren 1946 und 1956 durchgeführt worden. Nach der Aufnahme der Kapelle in die Denkmalliste des Bezirkes Halle, was erst im Jahre 1984 geschah, wurde ein denkmalpflegerisches Konzept erarbeitet. Die Arbeiten sind im Wesentlichen abgeschlossen, so dass die Kapelle nun regelmäßig als Raum für Konzerte und Ausstellungen genutzt wird.

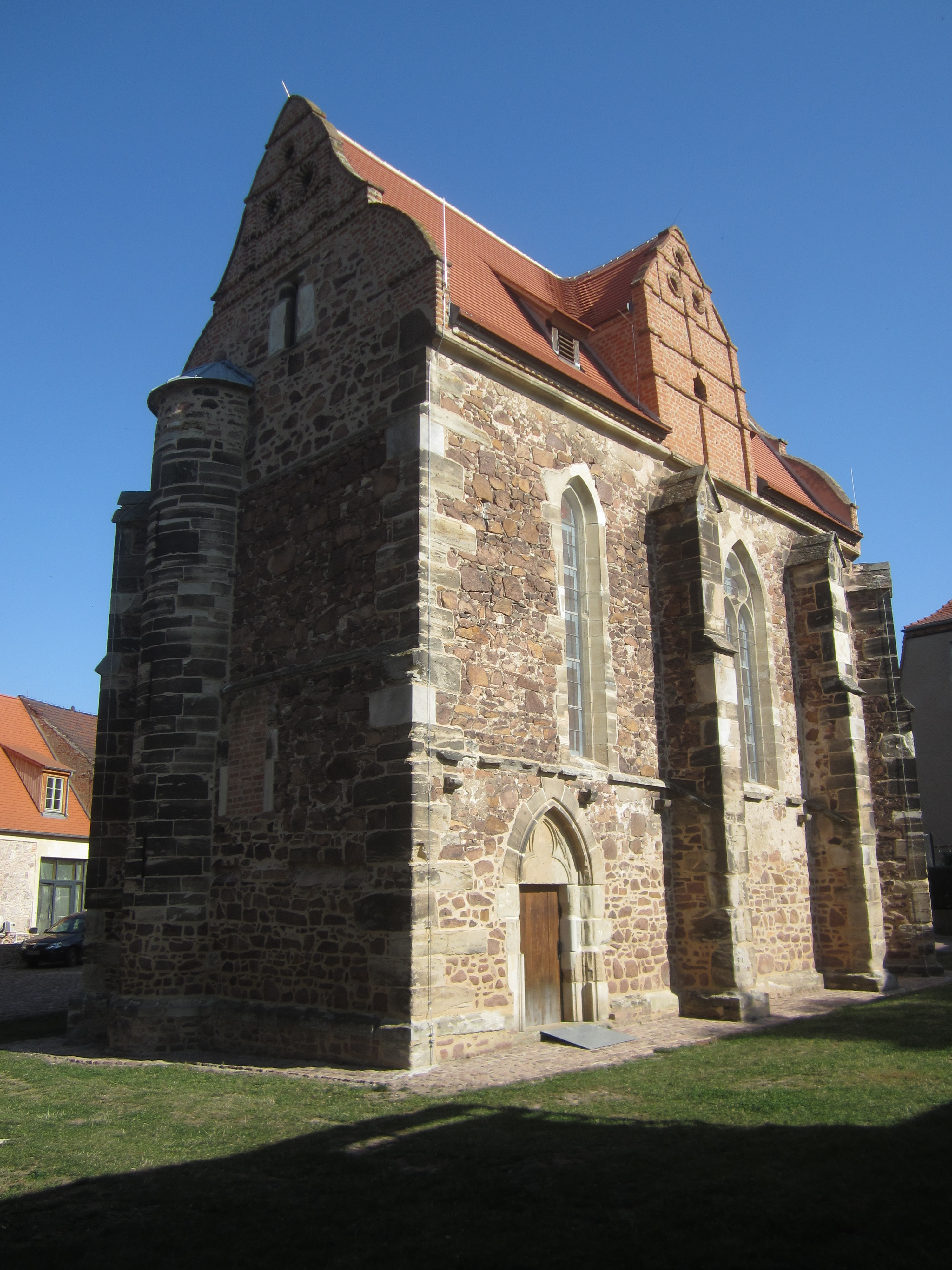
Templerkapelle 2020 nach der Dachsanierung

Im Sommer 2019 wurde an der Templerkapelle eine komplette Dachsanierung vorgenommen und somit der Bestand des Bauwerkes langfristig gesichert. Während dieser Dacharbeiten war die Kapelle – wie auch sonst üblich – für Besucher ab 9 Uhr ganztags geöffnet.

## Kapelle
Die wahrscheinlich um 1260 bis 1280 errichtete turmlose Saalkirche im frühgotischen Stil hat eine Grundfläche von 6 mal 14,5 Meter. Das durchgehend rippengewölbte, zweijochige Bauwerk hat keine exakte Ost-West-Ausrichtung.
Alle Werksteine des fast zehn Meter hohen Baues bestehen aus Sandsteinquadern, die Wandflächen sind aus Bruchsteinen gemauert. Die sieben großen Fenster sind mit Dreipass-Maßwerk verziert. Das Satteldach besitzt an seinen Enden Backsteingiebel. In der Chorwand ist ein aus der Bauzeit stammendes Wasserbecken eingelassen. Über einen Zugang an der Südseite unter der Empore gelangt man in die einschiffige Kirche. Ein weiterer befindet sich im Ostjoch. An der Westwand liegt ein Durchgang zu einer steinernen Wendeltreppe, die zur Empore und zum Dachboden führt. Der Treppenturm ist im Mauerwerk integriert.
Wohl aus der Zeit der Errichtung der Kapelle stammen Malereireste auf dem Putz eines der Werksteine, darunter ein Gesicht von bemerkenswerter Qualität. An der nordwestlichen Wand ist von der Empore aus das Wappen der Grafen von Brehna, drei rote Blätter auf weißem Grund, erkennbar.
Bereits 1886 erwähnte eine Inventarisierung der Bau- und Kunstdenkmäler des Saalkreises die Templerkapelle in Mücheln und würdigt den Bau „Im Ganzen wie im Einzelnen der Constuction und Ornamentation […] als durchaus mustergültig […] zu den besten Stücken der Frühgotik gehörend.“

## Dokumentation
1990 entstand eine Filmübung durch Filmstudenten der Hochschule für Film und Fernsehen Potsdam-Babelsberg über die Kapelle und die darin stattfindenden Restaurierungsarbeiten.